# Übersbach

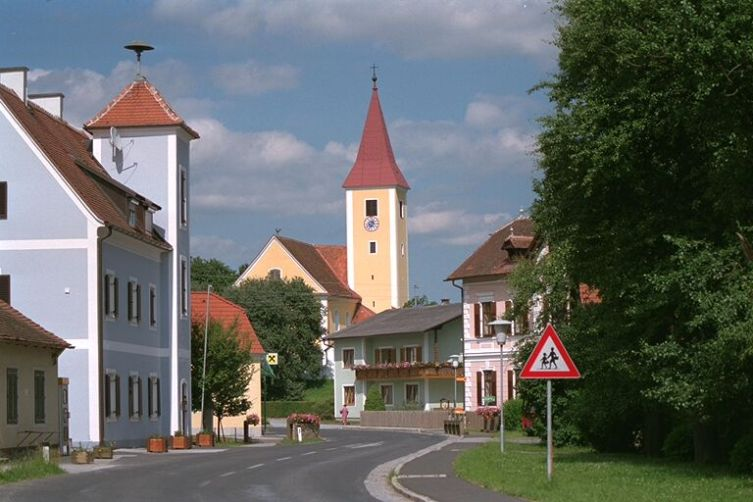
Zentrum von Übersbach

Übersbach ist eine ehemalige Gemeinde mit 1146 Einwohnern (Stand: 31. Oktober 2013)
in der Oststeiermark im politischen Bezirk Hartberg-Fürstenfeld und ist heute ein Stadtteil der Stadt Fürstenfeld. Im Rahmen der steiermärkischen Gemeindestrukturreform wurden Übersbach und Altenmarkt 2015 in die Gemeinde Fürstenfeld eingegliedert. Grundlage dafür war das Steiermärkische Gemeindestrukturreformgesetz–StGsrG.

## Geographie

### Lage und Gemeindegliederung
Übersbach liegt im oststeirischen Thermenland, angrenzend an Fürstenfeld.
Die Gemeinde Übersbach hatte eine Gesamtfläche von 15,13 km².
Die ehemalige Gemeinde setzte sich aus folgenden Katastralgemeinden zusammen (Flächen 2001):
- Ebersdorf (207,09 ha)
- Hartl (316,84 ha)
- Rittschein (365,08 ha)
- Übersbach (624,25 ha) im Rittscheintal

Ortschaften der ehemaligen Gemeinde sind (Einwohner Stand 1. Jänner 2024):
- Ebersdorf (43) (mit Ebersdorfberg)
- Hartl (221) (mit Greuth)
- Rittschein (165) (mit Außerberg, Buchberg, Gladen, Großkögeln und Mitterberg)
- Übersbach (719) (mit Neubruchäcker, Welsdorf und Wolfsbichl)

### Eingemeindungen
Mit 1. Jänner 1972 wurden die Gemeinden Hartl bei Fürstenfeld, Rittschein und Übersbach zur Gemeinde Übersbach zusammengelegt. 
Seit 1. Jänner 2015 gehört Übersbach zur Stadt Fürstenfeld.

### Nachbarorte
|        | Altenmarkt bei Fürstenfeld                  | Fürstenfeld     |
| Söchau | Kompassrose, die auf Nachbargemeinden zeigt | Bad Loipersdorf |
|        | Hatzendorf, Unterlamm (SO)                  | Stein           |

## Geschichte

Johanniterorden

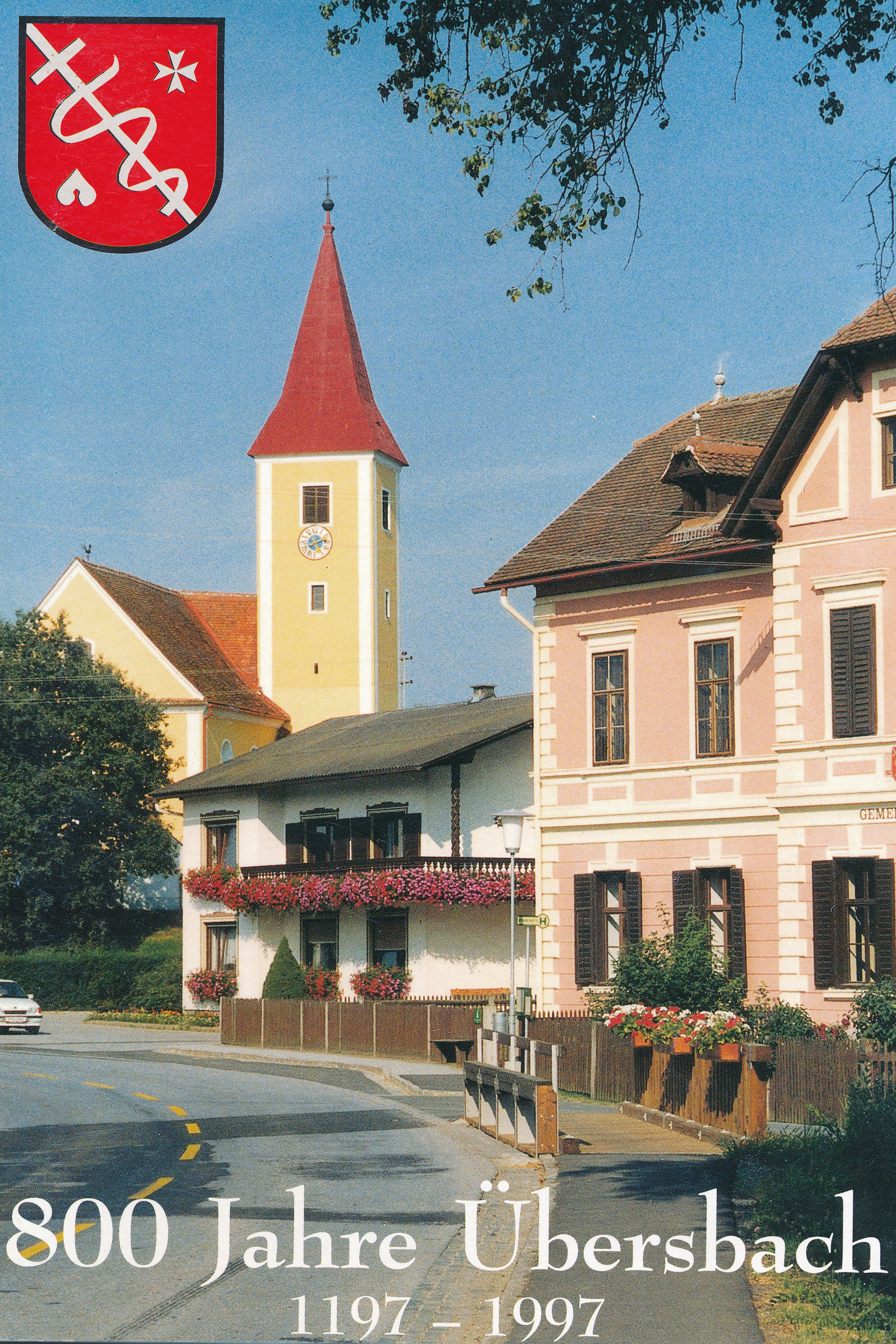
800 Jahre Übersbach, 1997

Die erste urkundliche Erwähnung des Ortes erfolgte im Jahre 1197, als die Übersbacher Kirche durch den Salzburger Erzbischof Adalbert geweiht wurde.  Herrand von Wildon übergab damals seine Eigenkirche mitsamt dem Patronats- und Zehentrecht dem Johanniterorden (dem heutigen Malteserritterorden). Der Name Übersbach stammt höchstwahrscheinlich vom „Üblen Bache“, dem heutigen Hartlerbach, der fast alljährlich arge Überschwemmungen verursachte. Im 13. Jahrhundert wurde dann das Pfarrrecht nach Altenmarkt übertragen, und von nun an war Übersbach eine Filialkirche von Altenmarkt. Seit 1790 ist Übersbach ein Teil der Pfarre Söchau.
Die Bevölkerung musste im Laufe der Geschichte oft harte Bewährungsproben bestehen. Die Pest und immer wiederkehrende kriegerische Auseinandersetzungen fügten dem Ort und den Bewohnern schwere Schäden zu, zuletzt 1945, als der Zweite Weltkrieg hinter dem Ortsgebiet von Übersbach endete und 70 Menschenleben forderte. Im Zuge der Kampfhandlungen brannten 64 Häuser ab, 17 davon vollständig.
Um das Jahr 1600 wurde das Schloss Welsdorf von Jonas von Wilfersdorf erbaut. Die Herrschaft Welsdorf wurde 1603 errichtet und blieb bis zur Bauernbefreiung 1848 bestehen.
Das Kirchengebäude ist Eigentum der Stadtgemeinde Fürstenfeld.

## Wappen
Die Verleihung des Gemeindewappens erfolgte mit Wirkung vom 9. Juli 1979.

## Kultur und Sehenswürdigkeiten

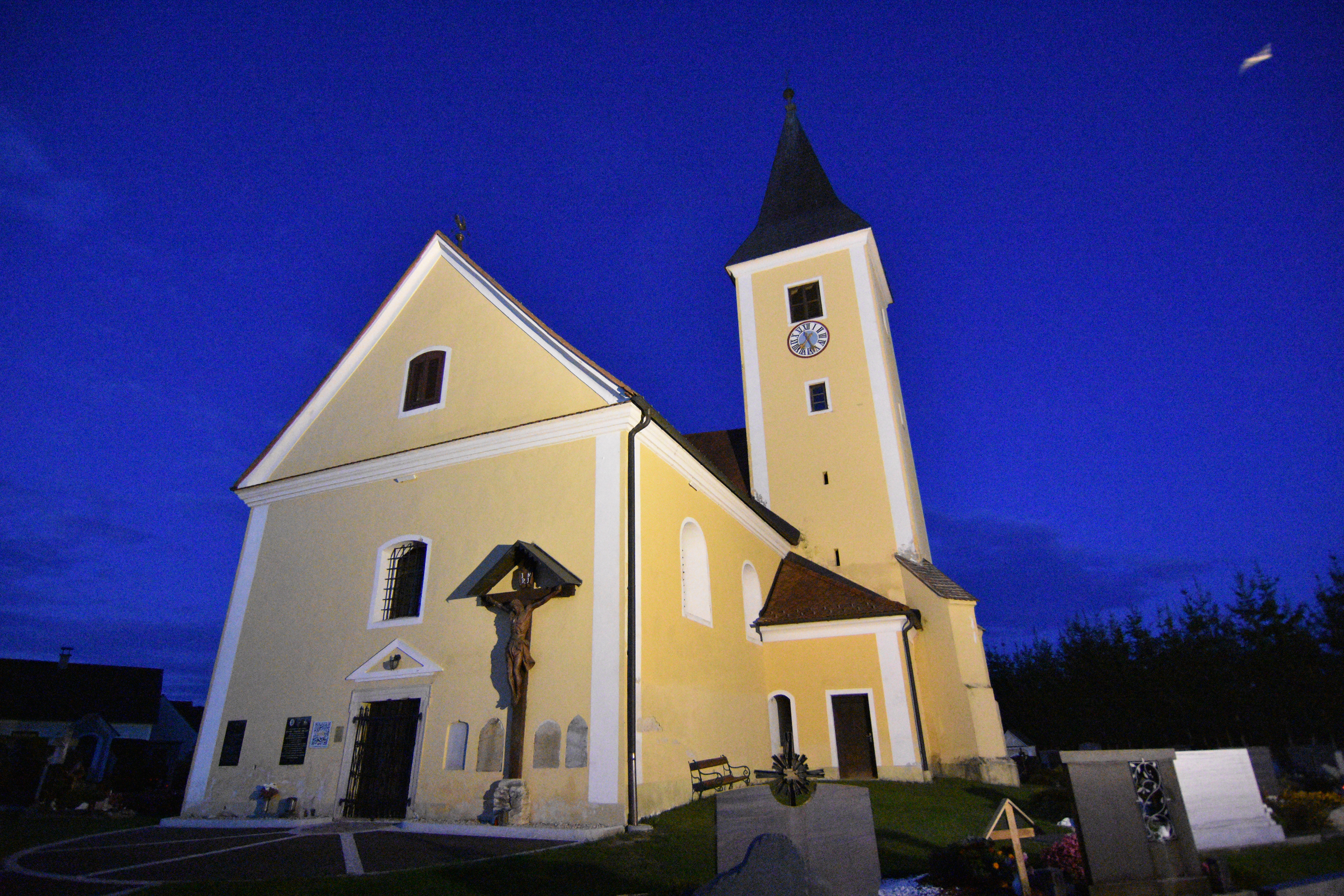
Filialkirche Übersbach

- Katholische Filialkirche Übersbach hl. Johannes der Täufer

## Wirtschaft und Infrastruktur

### Verkehr

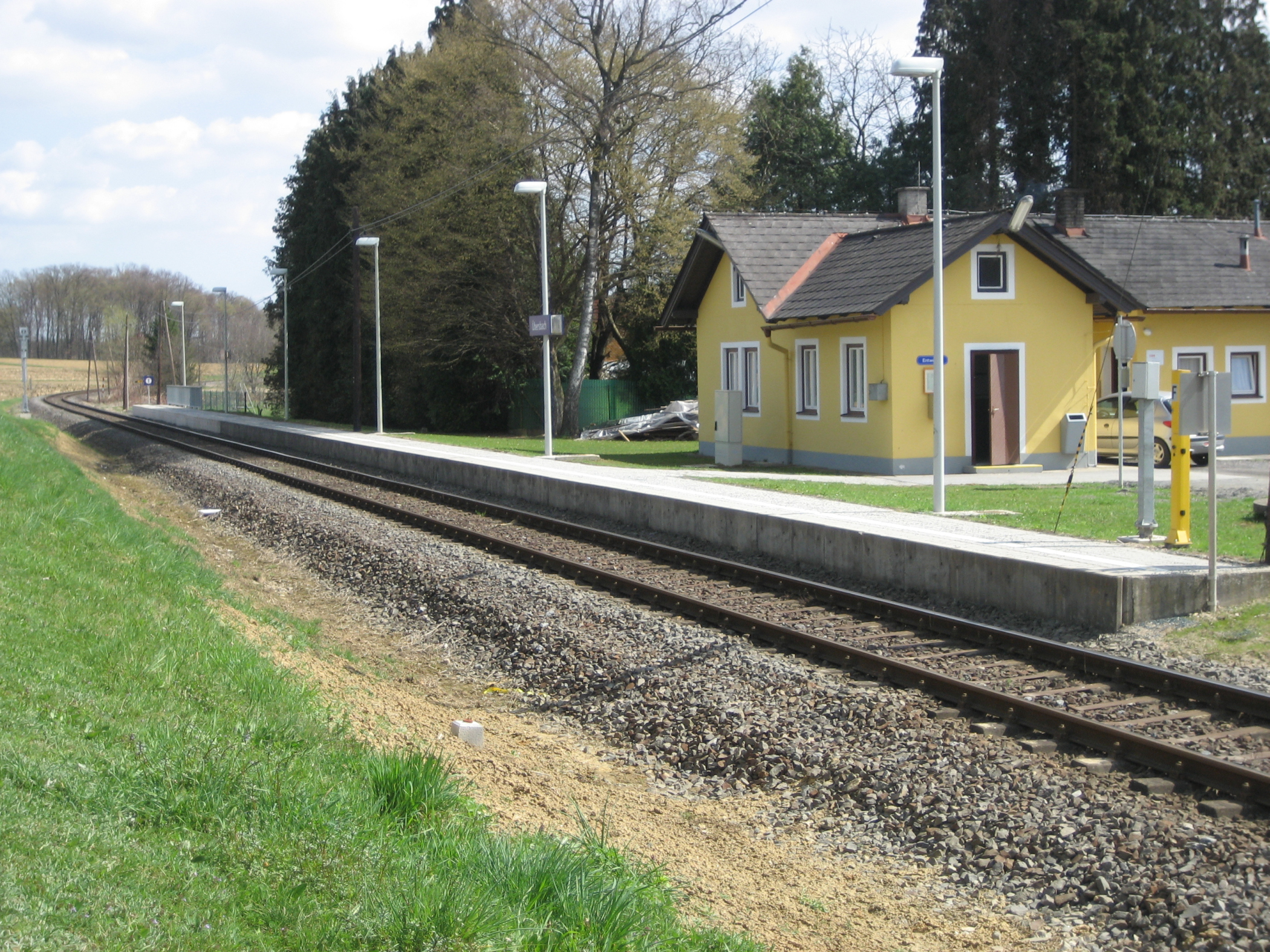
Die Haltestelle Übersbach

In Übersbach befindet sich die Eisenbahnhaltestelle Übersbach an der Thermenbahn. An dieser halten einige Regionalexpress-Züge der Linie REX92 Richtung Fehring (- Graz) und Wiener Neustadt (- Wien).
Im Jahr 2015 wurde die Haltestelle barrierefrei ausgebaut.

### Schulen
- Volksschule
- Landwirtschaftliche Fachschule für Hauswirtschaft – 1972 bis 2012

## Persönlichkeiten

### Söhne und Töchter von Übersbach
- Alois Kowald (1930–2012), akademischer Maler
- Johannes Riegler (1901–1955), Diözesanbischof von Lydenburg, Bistum Witbank, Südafrika
- Johannes Kern (* 1965), österreichischer Komponist und Universitätslehrer
- Richard Heschl (1824–1881), Anatom
- Eduard Spörk (* 1943), Autor und Geschäftsführer der Caritas Socialis[7]

### Ehrenbürger
- 1950: Johannes Riegler, Bischof
- 1969: Josef Krainer senior, Landeshauptmann
- 1980: Friedrich Niederl, Landeshauptmann
- 1981: Franz Payerl (1921–2019), Verfasser der Geschichte von Übersbach
- 1986: Josef Krainer junior, Landeshauptmann